# Picnic (film, 1996)
Pour les articles homonymes, voir picnic.
Pour plus de détails, voir Fiche technique et Distribution.
Picnic (Pikunikku) est un film japonais réalisé par Shunji Iwai, sorti en 1996.

## Synopsis
Deux fous, Satoru et Tsumuji, décident de grimper sur le mur de l'asile pour voir le monde extérieur, sans pour autant s'échapper. La jeune Coco, que ses parents viennent tout juste de faire interner, les suit et décide d'aller voir plus loin. Tous trois décident ainsi de parcourir le monde, toujours juchés sur un mur.

## Fiche technique
- Titre : Picnic
- Titre original : Pikunikku
- Réalisation : Shunji Iwai
- Scénario : Shunji Iwai
- Production : Juichi Horiguchi et Susumu Takahisa
- Musique : Remedios
- Photographie : Noboru Shinoda
- Montage : Shunji Iwai et Toshihiko Kojima
- Décors : Terumi Hosoishi
- Pays d'origine : Japon
- Langue : japonais
- Format : Couleurs - 1,66:1 - Dolby Digital - 35 mm
- Genre : Drame
- Durée : 68 minutes
- Dates de sortie : 16 février 1996 (Allemagne), 15 juin 1996 (Japon)

## Distribution
- Chara : Coco
- Tadanobu Asano : Tsumuji
- Koichi Hashizume : Satoru
- Naomasa Musaka : Surveillante
- Fujiko Yamamoto : Infirmière
- Shifumi Yamaguichi : La mère de Coco
- Takaaki Kabuto : Le père de Coco
- Kazue Ito : Docteur
- Keiichi Suzuki : Pasteur

## Récompenses et distinctions
- Prix de l'acteur le plus populaire (Tadanobu Asano), lors des Awards of the Japanese Academy 1997.